# Доля (Сватівський район)
Доля — колишнє село в Україні, у Сватівському районі Луганської області. Орган місцевого самоврядування — Верхньодуванська сільська рада.
Зняте з обліку рішенням Луганської обласної ради